# Iryna Kindzerśka
Iryna Mykołajiwna Kindzerśka (ukr. Ірина Миколаївна Кіндзерська; ur. 13 czerwca 1991 w Kamieńcu Podolskim) – ukraińska judoczka, brązowa medalistka olimpijska, medalistka mistrzostw świata i mistrzostw Europy. Od 2017 roku reprezentuje Azerbejdżan.
Jako juniorka sięgała po medale mistrzostw świata i Europy, w 2009 roku wywalczyła złoty medal mistrzostw Europy w Erywaniu oraz srebrny medal mistrzostw świata w Paryżu.
W 2012 roku wystartowała na igrzyskach olimpijskich w Londynie, na których zajęła 5. miejsce w kategorii powyżej 78 kg. W pierwszej rundzie zawodów miała wolny los, w drugiej pokonała Gülşah Kocatürk, natomiast w ćwierćfinale przegrała z Tong Wen. Po porażce w dalszym ciągu miała szansę na zdobycie medalu poprzez występ w repasażach. W pierwszej rundzie repasaży pokonała Jelenę Iwaszczenko, a w pojedynku o brąz przegrała z Kariną Bryant. W tym samym roku została uznana najlepszą judoczką Ukrainy.
W 2013 roku została brązową medalistką mistrzostw Europy.
W 2016 roku zawarła małżeństwo z azerskim sportowcem, po czym postanowiła zmienić państwo, dla którego będzie reprezentować. Od 2017 roku występuje w reprezentacji Azerbejdżanu. Tego roku zdobyła brązowy medal mistrzostw świata w Budapeszcie.
Dwa lata później podczas igrzysk europejskich w Mińsku zdobyła brązowy medal w kategorii powyżej 78 kg. W walce o trzecie miejsce pokonała Ukrainkę Galynę Tarasową.
W 2021 roku na letnich igrzyskach olimpijskich rozgrywanych w Tokio wywalczyła brązowy medal.

## Igrzyska olimpijskie
| Runda         | Przeciwniczka      | Wynik       | Osiągnięcie |
| ------------- | ------------------ | ----------- | ----------- |
| 1. runda      | Wolny los          | Wolny los   | 4. miejsce  |
| 2. runda      | Gülşah Kocatürk    | W 1030–0002 | 4. miejsce  |
| Ćwierćfinał   | Tong Wen           | P 0000–1000 | 4. miejsce  |
| Repasaż       | Jelena Iwaszczenko | W 0010–0002 | 4. miejsce  |
| Brązowy medal | Karina Bryant      | P 0110–0200 | 4. miejsce  |

| Runda         | Przeciwniczka | Wynik     | Osiągnięcie |
| ------------- | ------------- | --------- | ----------- |
| 1. runda      | Wolny los     | Wolny los | brąz        |
| 2. runda      | Larisa Cerić  | W 10-00   | brąz        |
| Ćwierćfinał   | Han Mi-jin    | W 11-00   | brąz        |
| Półfinał      | Akira Sone    | P 00-10   | brąz        |
| Repasaż       | Wolny los     | Wolny los | brąz        |
| Brązowy medal | Xu Shiyan     | W 10-00   | brąz        |